# Station Longages - Noé
Station Longages - Noé is een spoorwegstation in de Franse gemeente Longages. Het station ligt aan de spoorlijn Toulouse - Bayonne.